# Bentleya
Bentleya is een geslacht uit de familie Pittosporaceae. Het geslacht telt twee soorten die voorkomen in West-Australië.

## Soorten
- Bentleya diminuta Crisp & J.M.Taylor
- Bentleya spinescens E.M.Benn.